# Sprzęgło proszkowe
Sprzęgło proszkowe czyli inaczej sprzęgło elektromagnetyczne. Zasada działania oparta jest na wykorzystaniu właściwości przenoszenia sił statycznych przez warstwę proszku ferromagnetycznego, znajdującego się w polu magnetycznym.
Wirniki (zewnętrzny i wewnętrzny) związane odpowiednio z wałami mogą wykonywać niezależnie ruch obrotowy. W pierścieniowym wytoczeniu wirnika zewnętrznego znajduje się uzwojenie wzbudzenia. Po przyłożeniu napięcia stałego Um, prąd Im, płynąc przez uzwojenie wzbudzające, wytwarza przepływ magnetyczny, powodujący powstanie strumienia magnetycznego Φm w rdzeniu wirnika zewnętrznego. Strumień ten dzieli się na strumień główny Φ, wchodzący do wirnika wewnętrznego poprzez szczelinę powietrzną, wypełnioną w swojej tzw. aktywnej części proszkiem ferromagnetycznym oraz na strumienie rozproszenia. Strumień główny przepływa przez następujący obwód zamknięty: rdzeń wirnika wewnętrznego – szczelina z proszkiem magnetycznym – wirnik zewnętrzny (biegun S) -(biegun N) – szczelina z proszkiem magnetycznym – rdzeń wirnika wewnętrznego.
Zalety sprzęgieł proszkowych:
- niezależność momentu przenoszonego od poślizgu występującego między częścią bierną i częścią czynną sprzęgła,
- liniowa zależność momentu przenoszonego od prądu wzbudzającego,
- możliwość sterowania wartością momentu przenoszonego przez sprzęgło w dowolnych stanach jego pracy, przez odpowiednie zmiany prądu wzbudzającego,
- możliwość nastawiania określonego momentu maksymalnego, jaki sprzęgło może przenieść,
- brak czasów martwych przy włączaniu i wyłączaniu, wynikający ze sposobu sprzęgania,
- stosunkowo małe wymiary zewnętrzne sprzęgła,
- stosunkowo mały moment zamachowy części biernej.